# Roy Pistoor
Roy Pistoor (Alkmaar, 4 maart 1990) is een Nederlands voetballer. De doelman staat onder contract bij Almere City FC. Eerder speelde Pistoor voor AGOVV Apeldoorn, Helmond Sport en FC Volendam